# Josef Jaške
Josef Jaške (3. ledna 1913 Nymburk – 20. června 2001 Oxford) byl český pilot československého, francouzského a britského letectva.

## Život

### Před druhou světovou válkou
Josef Jaške se narodil 3. ledna 1913 v Nymburce v rodině československého legionáře Františka Jaškeho, který se z bojů vrátil až v roce 1920. V rodném městě vystudoval reálku, kde v roce 1931 odmaturoval, poté se upsal armádě. V Josefově absolvoval Dělnickou záložní důstojnickou školu a poté nastoupil ke studiu na Vojenské akademii v Hranicích. V Prostějově a Chebu absolvoval pilotní výcvik, krátce sám působil jako instruktor a poté mezi lety 1937 a 1939 sloužil jako velitel četnické letecké  hlídky v Liberci. Dosáhl hodnosti nadporučíka.

### Druhá světová válka
Po německé okupaci v březnu 1939 opustil Josef Jaške ilegálně Protektorát Čechy a Morava a přes Polsko se dostal do Francie, kde byl přijat do armádního letectva a po přeškolení na tamní techniku v Chartres byl 1. prosince 1939 zařazen do stíhací jednotky GC II/5. Během bitvy o Francii si na své konto zapsal jeden sestřel stroje Heinkel He 111, dvakrát musel nouzově přistávat. Po pádu Francie v červnu 1940 se přes severní Afriku evakuoval do Spojeného království. Zde byl v srpnu téhož roku přijat do Royal Air Force a zařazen k 312. československé stíhací peruti, kde se vypracoval do pozice velitele letky. V říjnu 1940 si zapsal druhý sestřelený německý stroj. V roce 1941 byl ustanoven jedním z velitelů nově vzniklé 313. československé stíhací perutě, dne 15. prosince téhož roku československým styčným důstojníkem u 10. stíhací skupiny RAF, dne 1. září 1942 zástupcem styčného důstojníka britského hlavního stanu stíhacího velitelství. Dne 26. listopadu 1942 jeho letoun Foster Wikner Wicko GM-1 ES947 během nebojového letu u Cardiffu za snížené viditelnosti narazil do lana balonové baráže. Náraz zabil společně s ním letícího Evžena Čížka, Josef Jaške vypadl z letadla a bez padáku spadl z kilometrové výšky do moře. Po sedmdesáti minutách byl zachráněn, následně strávil půl roku v nemocnici v St Athan. Po vyléčení působil jako asistent leteckého přidělence R. A. F. v Kanadě, v roce 1945 absolvoval ve Spojených státech amerických kurz na vojenské škole.

### Po druhé světové válce
Po návratu do Československa studoval Josef Jaške mezi lety 1945 a 1946 na Vysoké škole válečné. V roce 1946 byl povýšen do hodnosti podplukovníka a ustanoven náčelníkem štábu letectva 4. oblasti (Bratislava). V roce 1947 se oženil s Vladimírou Bednářovou, v polovině roku 1948 se manželům narodila dcera Dagmar. Dne 2. února 1948 byl z letectva propuštěn a přeřazen do zálohy. Po varování, že mu hrozí zatčení, opustil společně s manželkou v druhé polovině roku 1948 znovu svou vlast, podařilo se mu se ženou přeplavat Dunaj a odešel přes Rakousko do Spojeného království, kde pracoval jako tovární dělník, než byl opět po prověření přijat do Royal Air Force. Tříměsíční dceru Dagmar byli nuceni zanechat u prarodičů, rodina se znovu dala dohromady až v roce 1963 i díky úsilí britské královské rodiny. Působil jako stíhací pilot v Africe, jako velitel navigační školy, styčný důstojník u francouzského letectva a u radarové kontroly v Gibraltaru. Do důchodu odešel v roce 1968. V roce 1989 navštívil Československo. V roce 1992 byl rehabilitován, povýšen do hodnosti plukovníka letectva a následně generálmajora v.v. Zemřel 20. června 2001 v Oxfordu, jeho popel byl 28. října 2001 uložen v československé sekci válečného hřbitova v Brookwoodu, stejně tak i popel jeho ženy Vladimíry.

## Ocenění

### Vyznamenání
- Československý válečný kříž 1939
- Československá medaile Za chrabrost před nepřítelem
- Československá medaile za zásluhy I. stupně
- Croix de Guerre
- Hvězda 1939–1945 se sponou za bitvu o Británii

### Další ocenění
- V roce 1991 byl Josef Jaške rehabilitován, byla mu navrácena odebraná hodnost plukovníka, následně byl v roce 1992 povýšen na generálmajora
- V roce 1996 byl Josef Jaške jmenován čestným občanem města Nymburka

### Posmrtná ocenění
- V roce 2003 byla Josefu Jaškemu na jeho rodném domě v Nymburce čp. 883 odhalena pamětní deska[4]